# Mendexa
Mendexa (spanisch Mendeja) ist eine Gemeinde im spanischen Baskenland, Provinz Bizkaia. Die Gemeinde hatte mit Stand 424 Einwohner (Stand: 2024).
Die Gemarkungen Iturreta, Leagi, Likoa und Zelaia formen die Ortschaft und Gemeinde.

## Geografie
Mendexa liegt als Ort nur wenige Kilometer südlich der Atlantikküste und als Gemeinde unmittelbar am Golf von Biskaya in einer Höhe von ca. 185 m. Die Provinzhauptstadt Bilbao liegt etwa 45 Kilometer westlich. Der Fluss Lea begrenzt die Gemeinde im Westen, die Atlantikküste begrenzt das Gemeindegebiet im Norden und Nordosten. Nachbargemeinden sind Lekeitio und Ispaster im Westen, Amoroto im Südwesten und Süden und Berriatua im Süden.

## Bevölkerungsentwicklung
| Jahr      | 1970 | 1981 | 1991 | 2001 | 2011 | 2021 |
| Einwohner | 358  | 337  | 347  | 352  | 438  | 422  |

## Sehenswürdigkeiten
- Turm von Leagi
- Peterskirche (Iglesia de San Pedro)
- Luzienkapelle

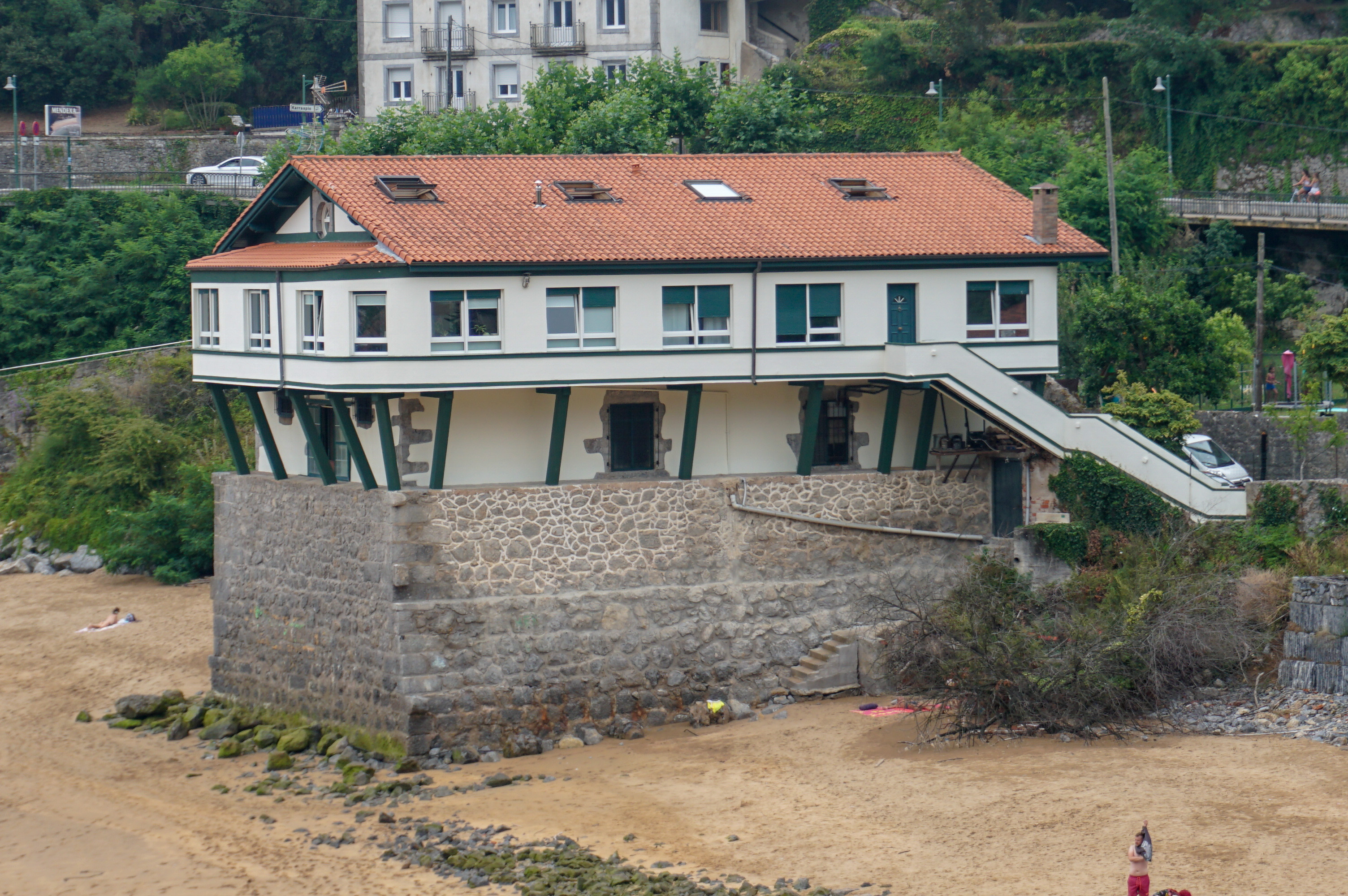
Gießerei

- Gießerei

- Sandstrand Karraspio